# Stopplaats Gaanderen-Oosselt
Stopplaats Gaanderen-Oosselt (telegrafische code: gdo) is een voormalige stopplaats aan de spoorlijn Winterswijk - Zevenaar, destijds geëxploiteerd door de GOLS. De stopplaats lag ten noorden van het dorp Gaanderen in de gemeente Doetinchem en ten zuiden van de buurtschap Oosseld. De halte werd geopend op 1 juni 1887 en gesloten op 14 februari 1927. Bij de halte was een witte wachterswoning aanwezig die in 1930 is afgebroken.